# Nuncia nigriflava
Nuncia nigriflava är en spindeldjursart. Nuncia nigriflava ingår i släktet Nuncia och familjen Triaenonychidae.

## Underarter
Arten delas in i följande underarter:
- N. n. nigriflava
- N. n. parva
- N. n. parvocula